# حادثه جبهه مردمی
حادثه جبهه مردمی (به ژاپنی: 人民戦線事件, Jinmin sensen jiken) اشاره به سرکوب و تهدید چپ سیاسی توسط دولت امپراتوری ژاپن پس از سقوط نانجینگ در دوره شووا است. در طی این حادثه، تقریباً ۴۰۰ نفر بین دسامبر ۱۹۳۷ تا فوریه ۱۹۳۸ توسط مقامات دستگیر شدند. ادا سابورو، آراهاتا کانسون، یاماکاوا هیتوشی و مینوبه ریوکیچی در میان دستگیرشدگان بودند.